# Оносма крымская
Оно́сма кры́мская (лат. Onosma taurica) — вид цветковых растений рода Оносма (Onosma) семейства Бурачниковые (Boraginaceae).

## Ботаническое описание

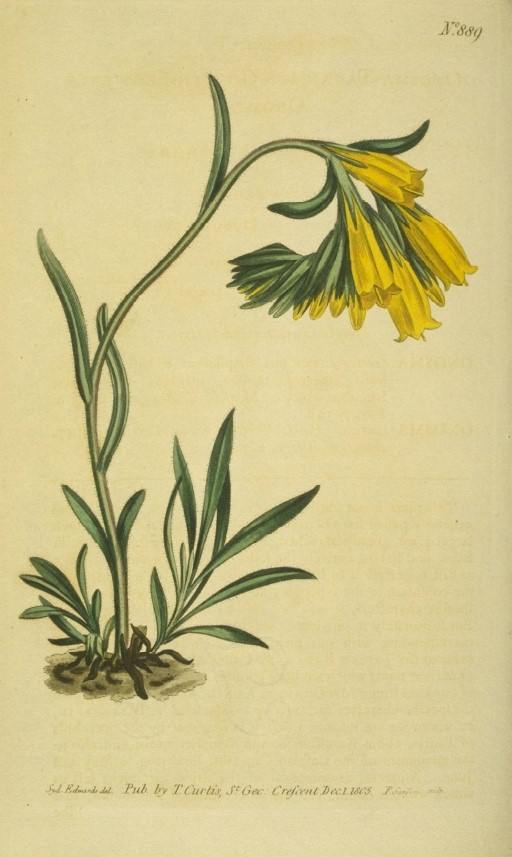
Оносма крымская (Onosma taurica). Ботаническая иллюстрация из журнала «Curtis’s Botanical Magazine», vol. 23, 1805

Многолетнее травянистое растение высотой от 20 до 40 см. Листья узкие, покрытые колючими щетинками. Венчик цветков жёлтый, трубчатый или трубчато-колокольчатый.

## Распространение
Обитает в Европе, родиной является Крым.

## Хозяйственное значение и применение
Иногда это растение выращивают в качестве декоративного в садах. Почва должна быть проницаемой, питательной почве в тёплом месте, защищённом от ветра.